# 2021 у літературі

## Події
2021 рік у літературі та книговиданні стартував з відзначення 150-річчя Лесі Українки на національному рівні, а завершився Національним тижнем читання. Поміж тим українці отримали 14-томне повне зібрання творів Лесі Українки, скромне відзначення ювілею Василя Стефаника і непомічений ювілей Валер'яна Підмогильного. І також дуже багато рейтингів 30 книжок до 30-ліття незалежності, різного штибу, на різних рівнях.

## Літературні премії
- Нобелівську премію з літератури 2021 року отримав письменник танзанійського походження Абдулразак Гурна за «безкомпромісне та співчутливе вивчення наслідків колоніалізму та долі біженця у прірві між культурами і континентами».

## Померли
- 1 січня — Рябий Микола Олександрович, 84, український письменник, публіцист та перекладач[2];
- 7 січня — Вавжинець Поджуцький, 58, польський письменник-фантаст;
- 19 січня — Чезаре Маестрі, 91, італійський альпініст та письменник;
- 23 січня — Ойва Арвола, 85, фінський письменник, поет та педагог;
- 24 січня — Єврем Бркович, 87, чорногорський поет, письменник та історик;
- 25 січня — Бача Юрій Андрійович, 88, український письменник, публіцист та педагог;
- 1 лютого — Савчак Назар Володимирович, 49, український книгознавець, письменник та поет;
- 7 лютого — Едо Родошек, 88, словенський письменник-фантаст та перекладач;
- 8 лютого — Жан-Клод Карр'єр, 89, французький сценарист, драматург, письменник та актор;
- 13 лютого — Власов Юрій Петрович, 85, радянський і російський важкоатлет, письменник та політик;
- 19 лютого — Тичко Олексій Миколайович, 85, український поет та письменник[3];
- 23 лютого — Маргарет Марон, 82, американська письменниця детективного жанру;
- 25 лютого — Давидович Аркадій Пилипович, 90, радянський і російський письменник, актор, художник та автор афоризмів;
- 8 березня — Полякова Тетяна Вікторівна, 61, російська письменниця детективного жанру;
- 12 березня — Ніколае Дабіжа, 72, молдовський поет, письменник та політик;
- 13 березня — Лубоцький Марк Давидович, 89, російський і німецький скрипаль, письменник та педагог;
- 14 березня — Аврора Корну, 89, румунсько-французька письменниця та акторка;
- 15 березня — Мазур Володимир Олександрович, 75, радянський і український режисер, сценарист, письменник та актор;
- 17 березня — Доронін Олександр Макарійович, 74, ерзянський поет та письменник;
- 19 березня — Губар Олег Йосипович, 67, український письменник, поет, журналіст та краєзнавець;
- 19 березня — Бадж Вілсон, 93, канадська письменниця;
- 21 березня — Худайберди Тухтабаєв, 88, радянський і узбецький письменник та журналіст;
- 21 березня — Наваль ес Саадаві, 89, єгипетська феміністська письменниця;
- 21 березня — Степан Крушко, 79, український і словацький письменник та громадський діяч;
- 21 березня — Адам Загаєвський, 75, польський поет та письменник;
- 25 березня — Ларрі Макмертрі, 84, американський письменник та сценарист;
- 1 квітня — Баран Ганна Василівна, 50, українська письменниця;
- 3 квітня — Гурам Дочанашвілі, 82, грузинський письменник;
- 5 квітня — Кабдеш Жумаділов, 84, радянський та казахський письменник;
- 6 квітня — Ганс Кюнг, 93, швейцарський теолог та письменник;
- 9 квітня — Паламар Арсен Онуфрійович, 84, український журналіст та письменник;
- 14 квітня — Гаврилюк Ігор Іванович, 80, український письменник;
- 16 квітня — Яворівський Володимир Олександрович, 78, український письменник, журналіст та політік[4];
- 16 квітня — Гай Анатолій Іванович, 68, український письменник та журналіст;
- 16 квітня — Сбітнєв Юрій Миколайович, 89, російський письменник та сценарист;
- 17 квітня — Сеник Любомир Тадейович, 90, український письменник та літературознавець;
- 18 квітня — Гринів Олег Іванович, 81, український поет, письменник та педагог;
- 18 квітня — Стефан Братковський, 86, польський письменник та журналіст;
- 23 квітня — Максимчук Віктор Петрович, 58, український письменник та громадський діяч;
- 24 квітня — Вітаутас Бубніс, 88, литовський письменник та політик;
- 27 квітня — Босович Василь Васильович, 78, радянський і український письменник, драматург та сценарист;
- 29 квітня — Шевченко Володимир Станіславович, 80, український журналіст, письменник та краєзнавець;
- 1 травня — Пітер Аспе, 68, бельгійський письменник;
- 3 травня — Забудський Ігор Володимирович, 60, український поет, письменник та художник;
- 6 травня — Умберто Матурана, 92, чилійський біолог, філософ та письменник;
- 7 травня — Качан Володимир Андрійович, 73, радянський і російський актор, письменник та співак;
- 9 травня — Хосе Мануель Кабальєро Бональд, 94, іспанський письменник та поет;
- 10 травня — Іван Налбантов, 80, болгарський актор та письменник;
- 11 травня — Вагур Афанасьєв, 41, естонський письменник, режисер та музикант;
- 16 травня — Вільмонт Катерина Миколаївна, 75, російська письменниця та перекладач;
- 23 травня — Струк Василь Михайлович, 81, український письменник, краєзнавець та педагог;
- 23 травня —Ерік Карл, 91, американський письменник, дизайнер та ілюстратор дитячих книг.
- 30 травня — Слабошпицький Михайло Федотович, 74, радянський і український письменник та літературознавець;
- 31 травня — Сергєєв Филимон Іванович, 79, радянський і російський актор та письменник;
- 6 червня — Ольшевський Ігор Едилович (Кирилович), 62, український поет, письменник та перекладач;
- 9 червня — Едвард де Боно, 88, мальтійський психолог, письменник та винахідник;
- 9 червня — Басараба Василь Наумович, 73, український поет, письменник, журналіст та краєзнавець;
- 10 червня — Цушко Сергій Вікторович, 75, український поет, письменник та перекладач;
- 12 червня — Герасимчук Лесь Абрамович, 76, український письменник, перекладач та культуролог[5];
- 19 червня — Слава Се, 52, латвійський російськомовний письменник та сценарист;
- 23 червня — Мартен Монестьє, 79, французький письменник, журналіст;
- 24 червня — Борис Михайло Олексійович, 80, український письменник, журналіст та краєзнавець[6];
- 25 червня — Цеков Юрій Іванович, 83, український письменник, літературознавець, журналіст та політик[7];
- 29 червня — Делія Фіалло, 96, кубинська письменниця;
- 13 липня — Стефанович Олександр Борисович, 76, радянський і російський режисер, письменник, сценарист та актор;
- 23 липня — Жаббур Дуейги, 72, ліванський письменник;
- 25 липня — Анрі Вернс, 102, бельгійський письменник-фантаст;
- 7 серпня — Прудник Михайло Васильович, 68, український письменник, головний редактор журналу «Перець»;
- 8 серпня — Василевич Олена Семенівна, 98, радянська та білоруська письменниця;
- 16 серпня — Хіросі Сакагамі, 85, японський письменник;
- 16 серпня — Береза Микола Павлович, 67, український письменник, журналіст[8];
- 17 серпня — Ломако Микола Миколайович, 67, радянський і український архітектор, письменник та краєзнавець;
- 20 серпня — Чередниченко Дмитро Семенович, 85, український письменник, поет, перекладач та мистецтвознавець[9];
- 25 серпня — Гунілла Бергстрем, 79, шведська письменниця та журналістка;
- 30 серпня — Овчинников Всеволод Володимирович, 94, радянський і російський журналіст та письменник;
- 1 вересня — Жан-Дені Бреден, 92, французький історик, письменник та юрист;
- 4 вересня — Віллард Скотт, 87, американський актор та письменник;
- 8 вересня — Федько Василь Іванович, 78, український поет, письменник та науковець;
- 21 вересня — Вайолет Оклендер, 94, американський психотерапевт та письменниця;
- 26 вересня — Уго Малагуті, 76, італійський письменник-фантаст, редактор та перекладач;
- 17 жовтня — Андерс Боделсен, 84, данський письменник;
- 23 жовтня — Штонь Григорій Максимович, 80, радянський і український письменник, поет, літературознавець, сценарист та художник[10];
- 24 жовтня — Булига Сергій Олексійович, 68, білоруський російськомовний письменник;
- 28 жовтня — Міклош Зелей, 72, угорський поет, письменник та журналіст;
- 28 жовтня — Литовченко Олена Олексіївна, 58, українська письменниця;
- 29 жовтня — Литовченко Тимур Іванович, 58, український письменник-фантаст та журналіст;
- 31 жовтня — Рутківський Володимир Григорович, 84, український письменник, поет та журналіст;
- 31 жовтня — Паньків Михайло Ілліч, 81, український історик, етнограф, музеєзнавець та письменник, Заслужений працівник культури України[11];
- 6 листопада — Усач Григорій Давидович, 87, радянський, український та ізраїльський поет, письменник та драматург;
- 7 листопада — Йовенко Світлана Андріївна, 76, українська поетеса, письменниця та перекладач;
- 12 листопада — Коклюшкін Віктор Михайлович, 75, радянський і російський письменник-сатирик, сценарист та телеведучий;
- 13 листопада — Вілбур Сміт, 88, південноафриканський письменник;
- 15 листопада — Ласло Біто, 87, угорський лікар і письменник;
- 16 листопада — Шейко-Медведєва Неля Семенівна, 74, українська поетеса, драматург та театральний критик[12];
- 17 листопада — Рязанцев Микола Тимофійович, 95, радянський і український письменник та поет, ветеран Другої світової війни;
- 21 листопада — Чудакова Маріетта Омарівна, 84, радянський і російський літературознавець, письменниця та громадська діячка;
- 22 листопада — Кравченко Андрій Євгенович, 65, радянський і український письменник, літературознавець та педагог[13];
- 27 листопада — Альмудена Грандес, 61, іспанська письменниця;
- 30 листопада —Марі-Клер Бле, франко-канадська письменниця;
- 1 грудня — Мирослав Зікмунд, 102, чеський мандрівник та письменник;
- 2 грудня — Балабуха Андрій Дмитрович, 74, радянський і російський письменник-фантаст, критик, поет і перекладач;
- 11 грудня — Енн Райс, 80, американська письменниця;
- 14 грудня — Розіта Соку, 98, грецька журналістка, письменниця та перекладач;
- 15 грудня — Белл Гукс, 69, американська письменниця та феміністка;
- 23 грудня — Джоан Дідіон, 87, американська письменниця;
- 25 грудня — Ліханов Альберт Анатолійович, 86, радянський і російський письменник та сценарист;
- 26 грудня — Мокрицький Георгій Павлович, 69, український письменник, журналіст та краєзнавець[14];
- 27 грудня — Кері Г'юм, 74, новозеландська письменниця.